# Claude Cheysson
Claude Cheysson (Parijs, 13 april 1920 – aldaar, 15 oktober 2012) was een Frans politicus. Hij is in het buitenland voornamelijk bekend als Europees commissaris tussen 1973 en 1981 en als minister van Buitenlandse Zaken van Frankrijk tussen 1981 en 1984.

## Biografie
Cheysson studeerde aan de École Polytechnique en vervolgens tussen 1946 en 1948 aan de École nationale d'administration. In 1948 ging hij werken als ambassadeur bij het Ministerie van Buitenlandse Zaken in Frankrijk. Negen jaar later werd Cheysson aangesteld als secretaris-generaal voor de Technische Samenwerking in Afrika. Na zijn werkzaamheden bij de Technische Samenwerking in Afrika (1957-62) was hij directeur-generaal bij de Organisatie voor de Sahara (1962-65) en de Organisatie voor Industriële Samenwerking (1965-66). In 1966 werd Cheysson ambassadeur namens Frankrijk in Jakarta, Indonesië. Hij bekleedde deze positie tot en met 1969.
In 1970 werd Cheysson benoemd tot voorzitter van de Raad van Bestuur van Mijnondernemingen. Hij nam in 1973 ontslag vanwege zijn benoeming tot Europees commissaris namens Frankrijk. Cheysson bleef werkzaam bij de Europese Gemeenschap tot en met 1981. In 1981 werd hij minister van Buitenlandse Zaken in Frankrijk (1981-84). Cheysson was tussen 1985 en 1989 opnieuw Europees commissaris namens Frankrijk.